# Bagolino
Bagolino ist eine italienische Gemeinde mit 3781 Einwohnern (Stand 31. Dezember 2023) in der lombardischen Provinz Brescia.

## Lage und Daten
Bagolino liegt in dem vom Caffaro durchflossenen gleichnamigen Seitental des Val Sabbia, etwa 64 km nordöstlich von Brescia. Zur Gemeinde gehören die Fraktionen Cerreto, Ponte Caffaro und Valle Dorizzo.
Die Nachbargemeinden sind Anfo, Bienno, Breno, Collio, Idro und Lavenone in der Provinz Brescia sowie die trentiner Gemeinden Bondone, Borgo Chiese und Storo.
Das Gemeindegebiet umfasst ausschließlich Berggebiet und ist flächenmäßig mit 10.969 Hektar die größte Gemeinde der Provinz. Der tiefste Punkt ist der Idrosee mit 368 m s.l.m., die höchste Bergspitze ist der Monte Boia (2583 m s.l.m.). Die Dorfkirche liegt auf 778 m s.l.m., der Ortsteil Ponte Caffaro auf 379 m s.l.m.

## Geschichte
Zum Ursprung des Ortes gibt es keine gesicherten Dokumente.
Der Name ist vermutlich aus einer kleinen Siedlung namens „Pagolinus“ (lat. kleines Dorf) hervorgegangen. Höchstwahrscheinlich gab es bereits zur Römerzeit eine strategisch wichtige Pferdewechselstation an der Kreuzung wichtiger Straßen aus den Tälern Valle Camonica, Val Sabbia und Val Trompia über die Pässe von Croce Domini, Maniva und Berga nach Brescia und Trient.
1440 geriet Bagolino unter die Herrschaft Venedigs, das 1441 ihren hilfreichen Verbündeten, den Grafen von Lodron das Gebiet als Lehen überließ. Ab da bestimmte der Kampf gegen die Willkür der Grafen das Leben der Bewohner. Schließlich hob Venedig 1472 die Herrschaft der Lodron wieder auf, und die Bagossi erhielten ihre Unabhängigkeit zurück. Trotzdem mussten die Bürger sich in einem letzten Akt noch einmal gegen ihre ehemaligen Lehnsherren zur Wehr setzen und töteten zwei von ihnen. Venedig belohnte die Loyalität Bagolinos, und es entwickelte sich in dem Bergdorf eine Fülle von Kunst und Kultur, der man noch heute begegnet.

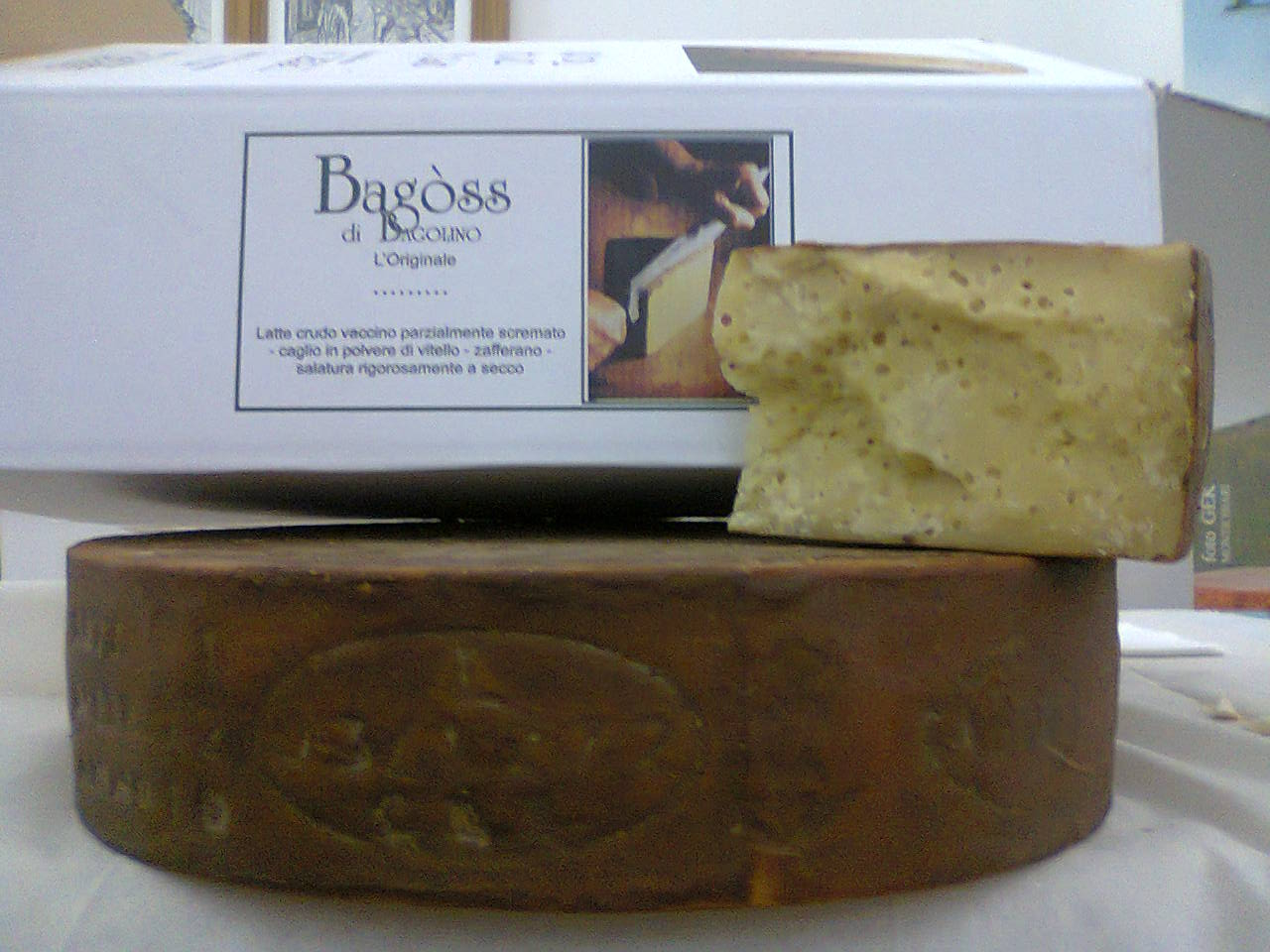
Bagoss

Das Gemeindearchiv enthält Statuten aus dem Jahr 1473, die sich die nachbarschaftliche Gemeinschaft („Vicina“) auferlegt hatte und die das Leben in der Gemeinde regelten. Mit der Serenissima Repubblica Veneta  gewährleistete ein Treueverhältnis die Unabhängigkeit von Bagolino bis zum Untergang der Republik 1797. 1815 fiel die Gemeinde mit der Lombardei und Venetien an das Kaisertum Österreich. Schon bald wurde die Straße von Anfo nach Bagolino gebaut. Zur Erinnerung an die von Hungersnöten geprägten Jahre wird diese Straße bis heute „Hungerstraße“ genannt.
1807 wurde eine Brücke über den Fluss Caffaro gebaut. 1823 wurde der Grundstein zu einer weiteren Brücke (Ponte Prada) durch den Vizekönig Rainer gelegt. 1859 schloss sich der Ort dem Königreich Italien an. Am zwischen Anfo und Bagolino gelegenen Monte Suello, wurde 1866 Garibaldi auf seinem bis zur Schlacht bei Bezzecca im Ledrotal siegreichen Feldzug im Dritten Italienischen Unabhängigkeitskrieg durch eine Gewehrkugel verletzt.
Die italienisch-österreichische Grenze verlief bis zum Ende des Ersten Weltkrieges von Ponte Caffaro über Riccomassimo zur Wasserscheide östlich des Caffarotals. Bagolino war Grenzort.
Die Eisenerzbergwerke von Collio und von S. Colombano, der Reichtum an Buchenwäldern als Grundlage einer ausgezeichneten Holzkohle und das reichliche Wasser des Caffaro ermöglichten den Bau eines Schmelzofens. Dieser Ofen wurde zur wichtigsten Quelle des Reichtums des Dorfes. Zusammen mit der ebenfalls gewinnträchtigen Käseherstellung des Bagoss bescherte er den Bagossis einen hohen Lebensstandard. Wohl aufgrund des Arbeitsangebotes und der relativen Unabhängigkeit entwickelte sich Bagolino, nach Brescia und Chiari, zum einwohnerreichsten Dorf des Brescia-Gebietes und genoss Privilegien und Ansehen.
Einen jähen Rückschlag erfuhr der bescheidene Wohlstand des Bergdorfes im Jahr 1779 durch ein Feuer, das in der Nacht vom 30. auf 31. Oktober in einem Schmelzofen unterhalb des Dorfes ausbrach. Begünstigt durch starke Nordwinde zerstörten die Flammen einen großen Teil des Dorfes und forderten zahlreiche Todesopfer. Es folgte jedoch ein rascher Wiederaufbau; zahlreiche Gebäude und Teile von Bauwerken aus dieser Zeit sind noch original erhalten oder wurden rekonstruiert.

## Sehenswertes

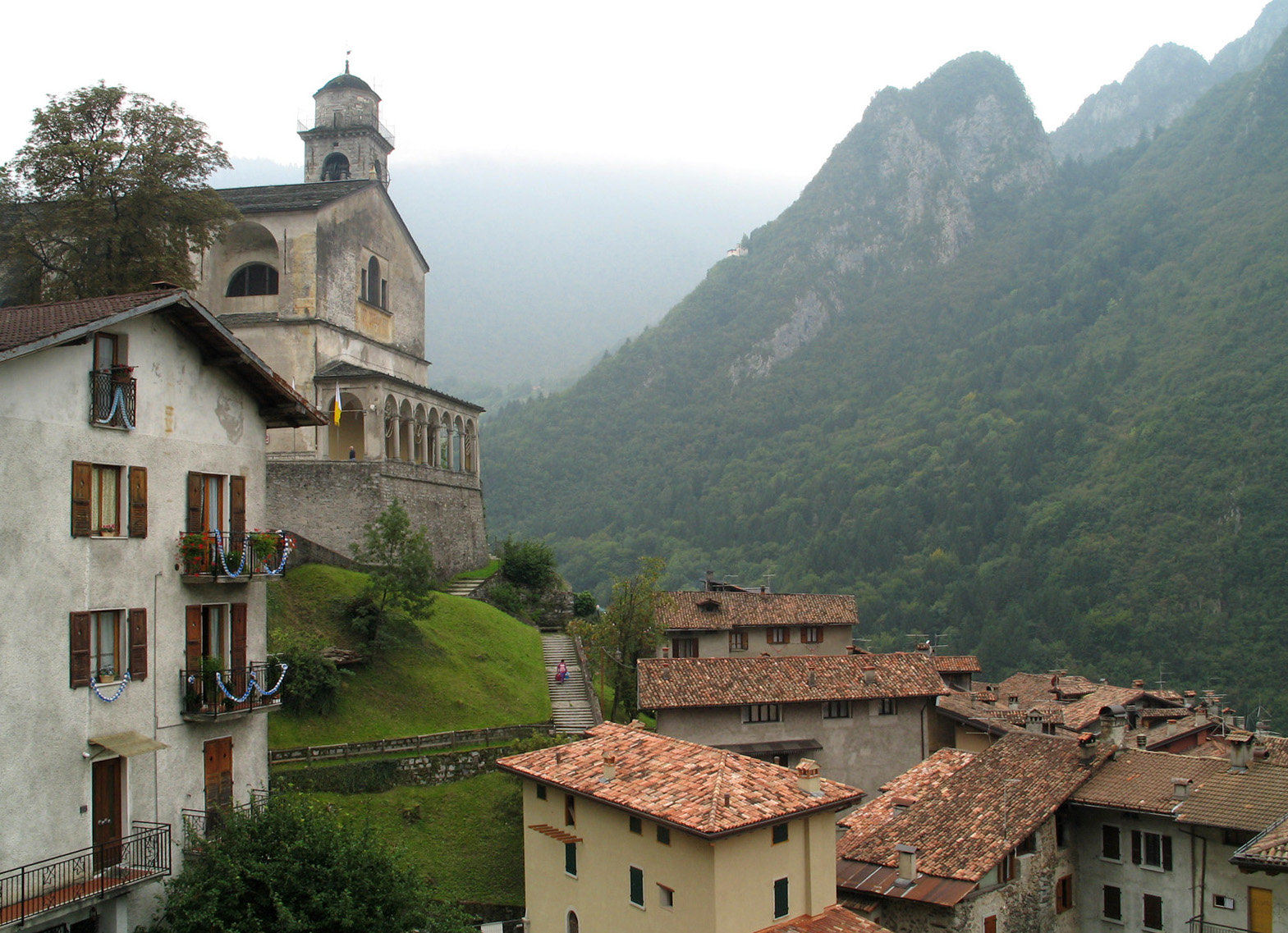
Die Pfarrkirche San Giorgio vom Oberdorf aus gesehen

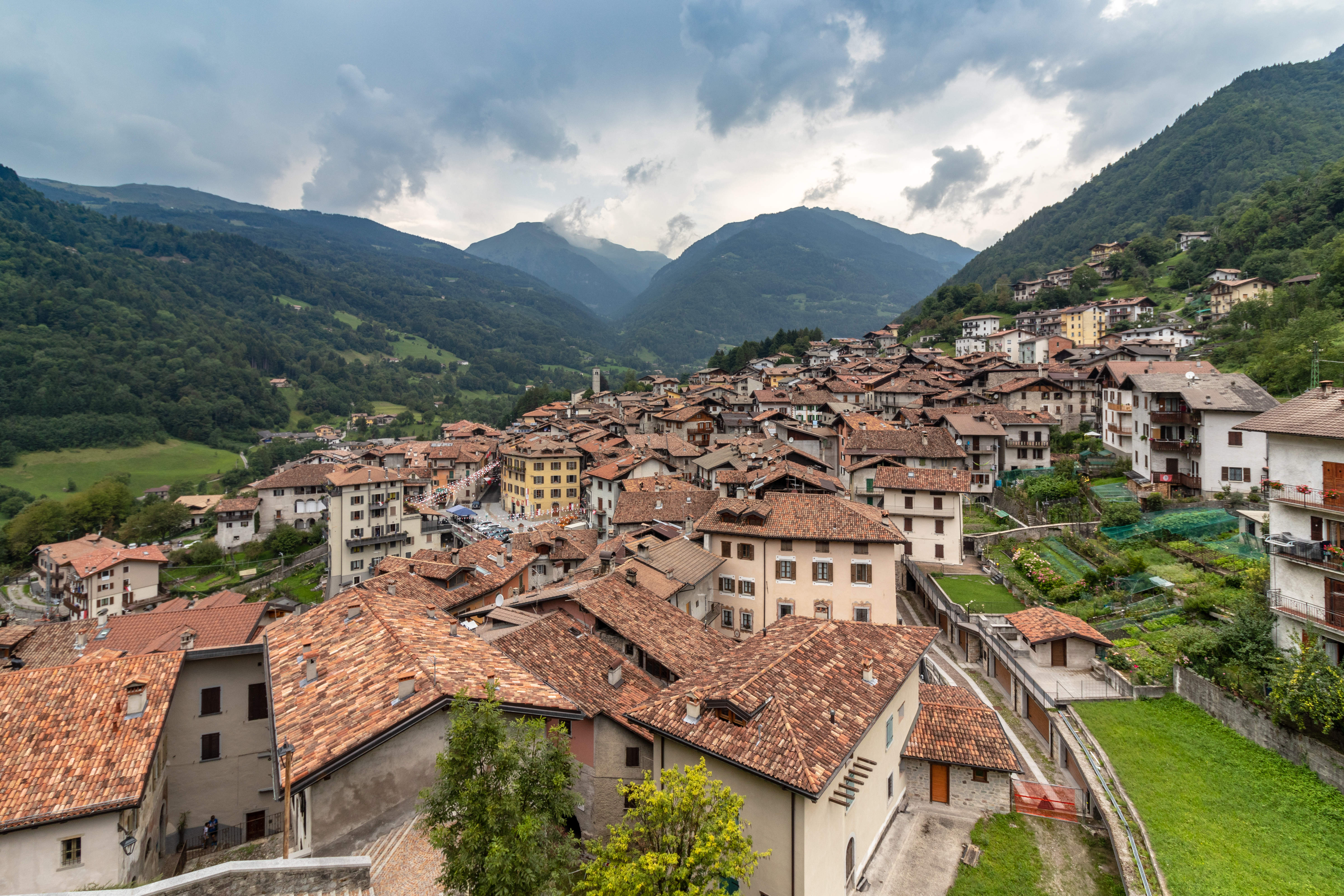
Blick auf den Ort

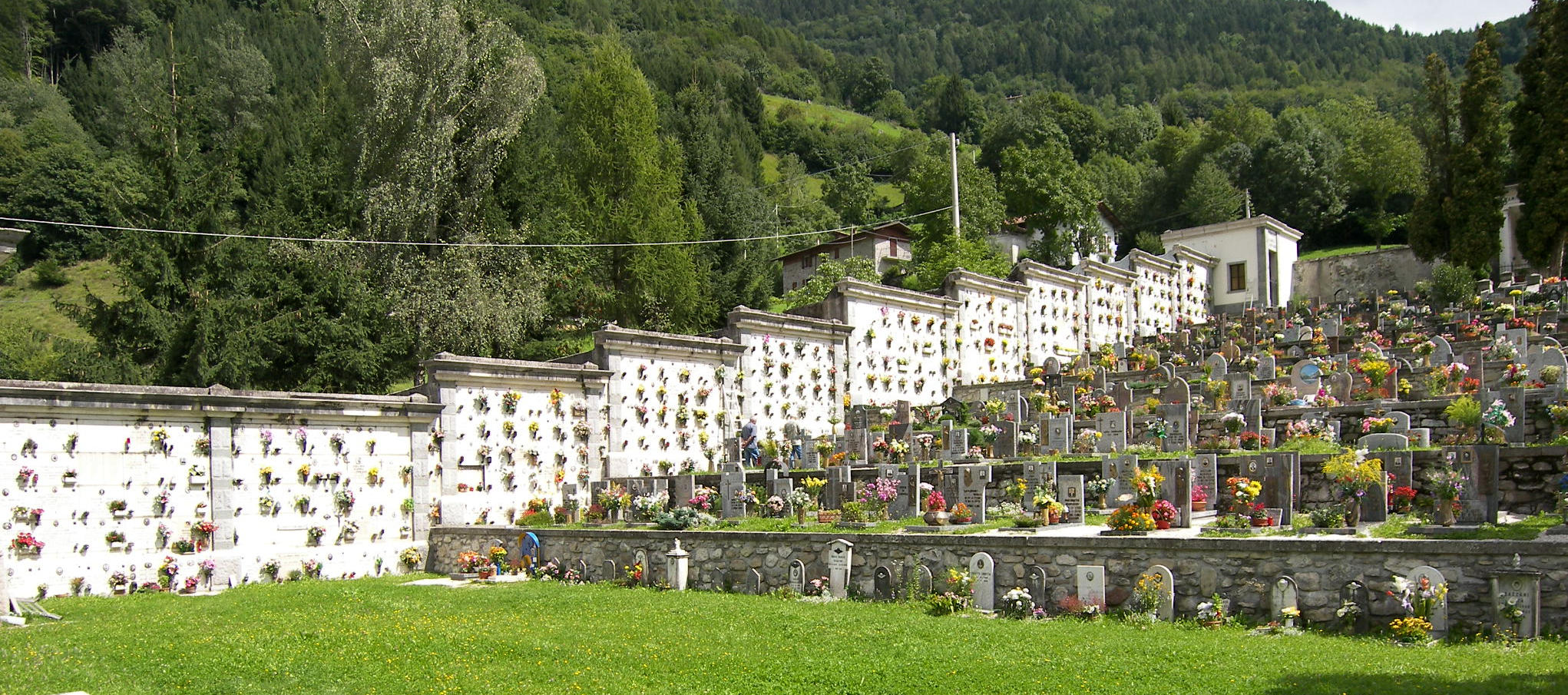
Blick auf den Friedhof in Richtung NO

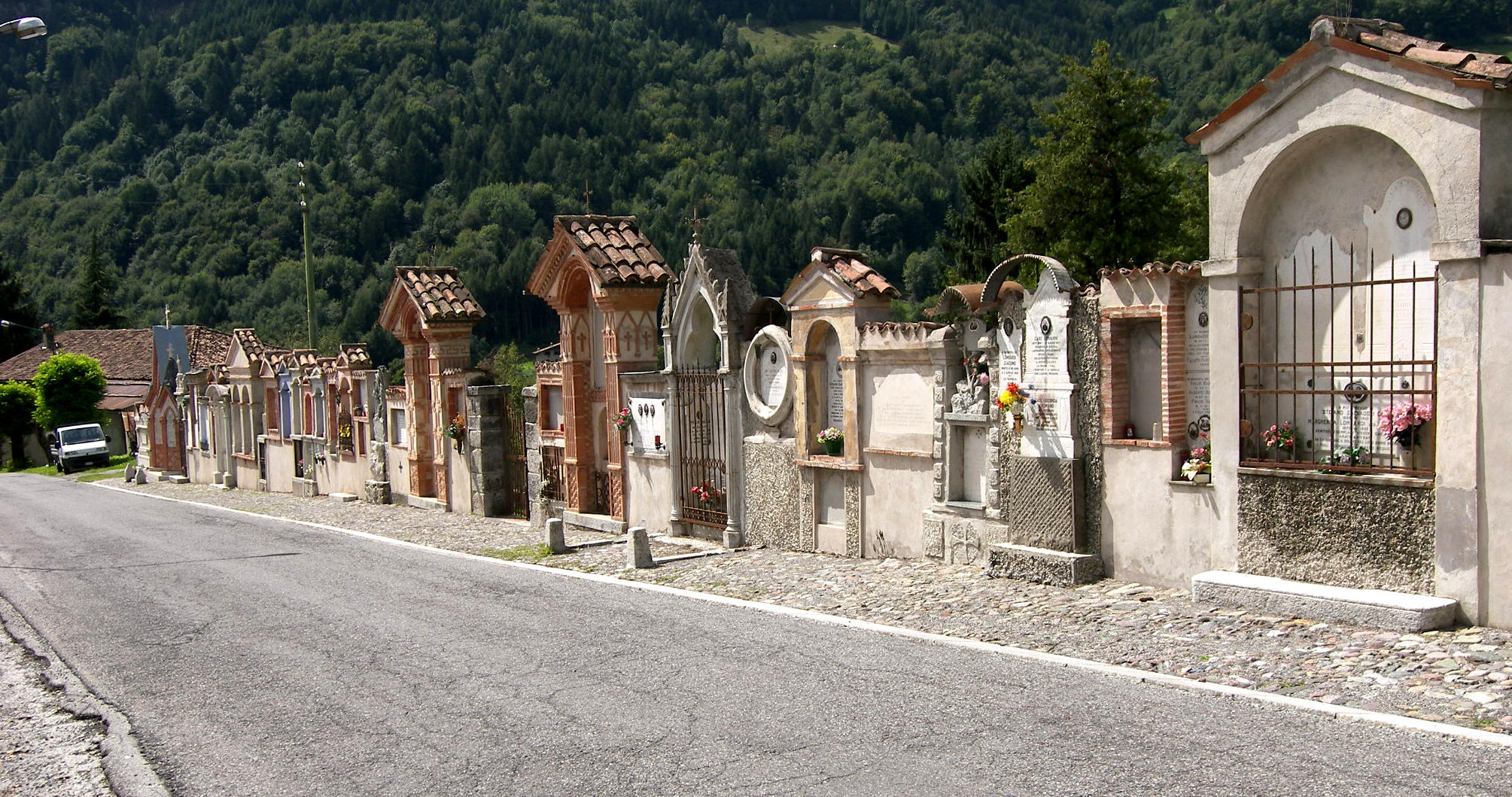
Blick auf den unteren Teil des Friedhofs, im Vordergrund die Landstraße, die den Friedhof in zwei Teile teilt und die zum Passo Crocedomini führt

### Allgemeines
Die Architektur des Ortes zeichnet sich durch einen homogenen und originellen Baustil aus und durch das Fehlen jeglicher Monumentalität. Dies wird erreicht durch die Gleichartigkeit des Baumaterials sowie durch konstruktive und dekorative Elemente. Als Besonderheiten müssen die Fresken mit meist religiösen Motiven erwähnt werden, die die Fassaden von Bauernhöfen und Häusern schmücken und auch an vielen Kapellen entlang einiger Saumpfade zu finden sind.
Charakteristisch für den Ort, der sich halbkreisförmig zu Füßen der Kirche gruppiert, ist die mittelalterliche Anordnung der Häuser. Die Gebäude haben bemerkenswerte Höhe und stützen sich gegenseitig. Außerdem sind im Stadtbild viele dekorative Bauelemente zu sehen, zum Beispiel Arkaden, Unterführungen, kleine Terrassen, Innenbalkone, schmiedeeiserne Gitter, Wandfresken, hölzerne Dachböden und Dachbedeckungen aus Terrakotta oder (seltener) aus Schiefer.
Die Hauptstraße durch die Ortschaft ist eng, mit Kopfstein- und Porphyrpflaster, und wird von zahlreichen, zum Oberdorf führenden Freitreppen unterbrochen. An der Straße liegt die stattliche Casa Melzi aus dem 16. Jahrhundert, die auf ihrer Fassade das Fresko des venezianischen Löwen trägt, darunter die Wappen Bagolinos und der Grafen Avogadro von Concesio bei Brescia. Den Grafen war im 16. und 17. Jahrhundert die Verteidigung der Täler Sabbia und Trompia übertragen, wobei die Bagossi namhafte Unterstützung leisteten. Die Bagossi genossen durch das Ansehen der Avogadro in Venedig zahlreiche Vorteile bei der Verwaltung ihrer Gemeinde. Die Casa war der Sitz der von Bürgern Bagolinos gestellten Garnison, die damals unter Befehl der Grafen Avogadro stand.

### Kirche San Giorgio
Schon von weitem sieht man auf einer Anhöhe, die den Ort in die beiden Teile Cavril und Ösnà teilt, die barocke, römisch-katholische Pfarrkirche San Giorgio von 1636 über dem oberen Ortsteil thronen. Die massive Giebelfassade ist mit einfachen Graffiti-Bemalungen verziert. Sie ist nur durch ein sehr einfaches, dreigegliedertes Bogenfenster unterbrochen. Die elegante Vorhalle mit ihren sieben Bögen verleiht der Fassade eindrucksvolle Fülle im oberen Teil und Leere im unteren Teil. Vermutlich ist diese Gestaltung dem Einfluss Venedigs zuzuschreiben.
Der weite Innenraum wird von einem Tonnengewölbe überspannt. An jeder Seite der Kirche erhellen vier große, halbrunde Fenster das Dunkel. Sie korrespondieren mit den acht Seitenkapellen. Doppelte vertikale Vorbauten, alternierend zu den Kapellen angeordnet, vergrößern optisch die Höhe, die man sonst in einer einschiffigen Kirche mit Tonnengewölbe vermisste.
Die Kirche ist das wichtigste Bauwerk von Bagolino. Hier wird die Geschichte des Ortes bezeugt. Durch ihre Lage und ihre monumentale Erscheinung zeigt sie, wie die Bevölkerung ihren Reichtum in das Bauwerk fließen ließ. Sie ist die drittgrößte Kirche der Provinz Brescia und wurde von vielen berühmten Besuchern als „Kathedrale im Gebirge“ bezeichnet.

### Kirche San Lorenzo
Neben der Pfarrkirche stand früher das älteste religiöse Gebäude des Dorfes, die Kirche San Lorenzo. Sie war ursprünglich mit einem Friedhof umgeben und fiel 1918 einem Brand zum Opfer. Schon sechs Jahre später wurde sie in der heutigen Form wieder aufgebaut. Sie beherbergt einige Gemälde verschiedener Künstler des 17. Jahrhunderts wie Antonio Moreschi, G. Antonio Itagliani und Carlo Ridolfi (1594–1658).

### Kloster Madonna delle Grazie
Gegenüber dem Kirchplatz steht das ehemalige Kloster Madonna delle Grazie, in dem heute ein Altenheim untergebracht ist (casa di riposo). Das Kloster wurde 1517 von der Seligen Lucia Versaa da Lumi aus Bagolino gegründet.

### Kirche San Rocco
Am Ortsende liegt als Gegenpol zur Pfarrkirche San Giorgio die römisch-katholische Kirche San Rocco mit Fresken aus dem 15. Jahrhundert. Die heutige Kirche wurde 1586 von Bischof Gabriele Alessandrino aus Trient geweiht und ist eine Erweiterung einer vermutlich nach der Pestepidemie von 1478 errichteten Kirche.

### Weitere Sehenswürdigkeiten
- Kirche Sant’ Antonio von 1614
- Kirchlein „degli Adamino“
- alter Friedhof
- Himmelfahrtskapelle im neuen Friedhof
- Kirche der Heiligen Gervasio und Protasio von 1598
- alte Brücke in Prada von 1807: Diese Brücke wurde von den Brüdern Buccio und deren Vetter Taddeo aus Bagolino gebaut. Nach der Erbauung der Ponte Ranieri im Jahre 1823 verlor die Brücke an Bedeutung und zerfiel. Durch die Mitglieder eines Vereins zur Bewahrung der Heimatgeschichte „habitar in sta terra“ („wohnen in diesem Land“) wurde die Brücke 1992 wieder instand gesetzt. Der schluchtartige Abgrund unter der Brücke und die außergewöhnliche Ansicht der talaufwärts gelegenen neueren Brückenübergänge sind besonders sehenswert.
- Kirche San Giacomo in Caselle (9./10. Jh.)

## Kultur
Bekannt ist Bagolino für den sogenannten Bagoss-Karneval, der mit mehrtägigen Umzügen und Tänzen zu Violinenklängen gefeiert wird. Die Attraktionen dieser über Jahrhunderte entwickelten, eigenen Form des volkstümlichen Karnevals sind die Tänzer, die Musikanten und die Masken.

## Gemeindepartnerschaft
- Oettingen in Bayern,  seit 2000
- Mozac,  seit 2010